# Dieter Oesterhelt
Dieter Oesterhelt (Munique, 10 de novembro de 1940) é um bioquímico alemão.

## Vida
Após o Abitur no Theresien-Gymnasium München em 1959, Oesterhelt estudou química de 1959 a 1963 na Universidade de Munique. De 1964 a 1967 trabalhou em um doutorado no Instituto de Bioquímica da Universidade de Munique, orientado por Feodor Lynen, com a tese Der Multienzymkomplex der Fettsäuresynthetase aus Hefe. Em seguida foi até 1969 wissenschaftlicher Assistent no Instituto Max Planck de Química Celular.
De 1969 a 1973 foi Akademischer Rat no Instituto de Bioquímica da Universidade de Munique, onde conduziu pesquisas sobre estrutura, função e biossíntese da membrana púrpura de halobactérias.
Em 1999 recebeu o Anel Werner von Siemens.